# دشت آزو
دشت آزو دشتی است که در بخش لاریجان، آمل، استان مازندران در ارتفاعات روستای نوا قرار دارد. دشت آزو با حدود ۳۵ هکتار وسعت در ارتفاع ۲۶۰۰ متری از سطح دریا قرار دارد. مسیر دسترسی دو کیلومتری از روستای نوا تا دشت آزو پاکوب و خاکی است و از کنار رودخانه می‌گذرد. دشت آزو یکی از بهترین مقاصد برای رصد ستارگان می‌باشد.